# 天主教克魯克斯頓教區

天主教克魯克斯頓教區（拉丁語：Dioecesis Crookstoniensis）是美國一個羅馬天主教教區，屬聖保祿及明尼波利斯總教區。成立於1909年12月31日。
範圍包括明尼蘇達州西北部，教座位於克魯克斯頓。2006年有教友35,780人（佔轄區總人口14.3%）、六十七個堂區、四十五名司鐸。現任教區主教彌額爾·若瑟·霍普納。